# Diadelia densemarmorata
Diadelia densemarmorata là một loài bọ cánh cứng trong họ Cerambycidae.